# IAR 80
IAR 80 byl rumunský vojenský letoun užívaný během druhé světové války. Na samém konci třicátých let se jednalo o třetí nejrychlejší stíhačku na světě, která navíc měla příjemné letové vlastnosti.

## Vývoj
Rumunský letecký průmysl nebyl před druhou světovou válkou nijak vyspělý a Rumunsko většinu typů dováželo nebo vyrábělo v licenci. První vlastní typ postavila společnost Industria Aeronautică Română (po znárodnění 1. ledna 1939 Interprinderea Aeronautică Română) z Brašova v roce 1930. Od roku 1936 vyráběla v licenci polský typ PZL P.11F a v roce 1937 koupila licenci i na PZL P.24E. Koncepce polských letounů však byla již zastaralá a tak se konstruktéři rozhodli jít vlastní cestou. Maximálně využili celou poloskořepinu zadní části trupu, motorové lože a kormidel PZL-24 E a na něj napojili nové křídlo se zatahovacím podvozkem. Prototyp nového IAR 80 s otevřenou pilotní kabinou, opatřenou pouze větrným štítkem, poháněl licenční francouzský hvězdicový motor Gnome-Rhône 14K Mistral Major o výkonu 714 kW (970 k) označený IAR K14 IIIc-36 s třílistou stavitelnou vrtulí VDM. Zkušební let typ absolvoval v dubnu 1939 s dobrými výsledky, slabinou byla výzbroj, kterou tvořily pouze dva kulomety Browning FN ráže 7,92 mm. Sériový IAR 80 poháněl výkonnější motor IAR K-14-1000A o výkonu 787 kW (1070 k) s novou vrtulí a zesílenou výzbrojí, kterou tvořily 4 kulomety Browning FN ráže 7,92 mm. Kabina byla vybavena odsuvným překrytem, stabilizátor byl již samonosný a zvětšilo se rozpětí křídel. První série 20 kusů IAR 80 (výrobní čísla 001-020) bylo opatřeno pohonnými jednotkami IAR K-14 III C-36 o výkonu 735 kW, radiostanicemi FuG-7A a čtyřmi kulomety Browning FN ráže 7,92 mm. Produkce byla ukončena v prosinci 1941.
Druhou výrobní sérii IAR 80 (021-050) poháněl motor IAR K-14 IV C-32 o výkonu 735 kW, novinkou vnitřního vybavení se stal reflexní zaměřovač Goerz. Poslední 50. kus byl pokusně opatřen motorem IAR K-14-1000 o výkonu 753 kW. Celkem bylo vyrobeno kolem 400 kusů všech typů do zastavení výrobní linky v roce 1943.

## Typy

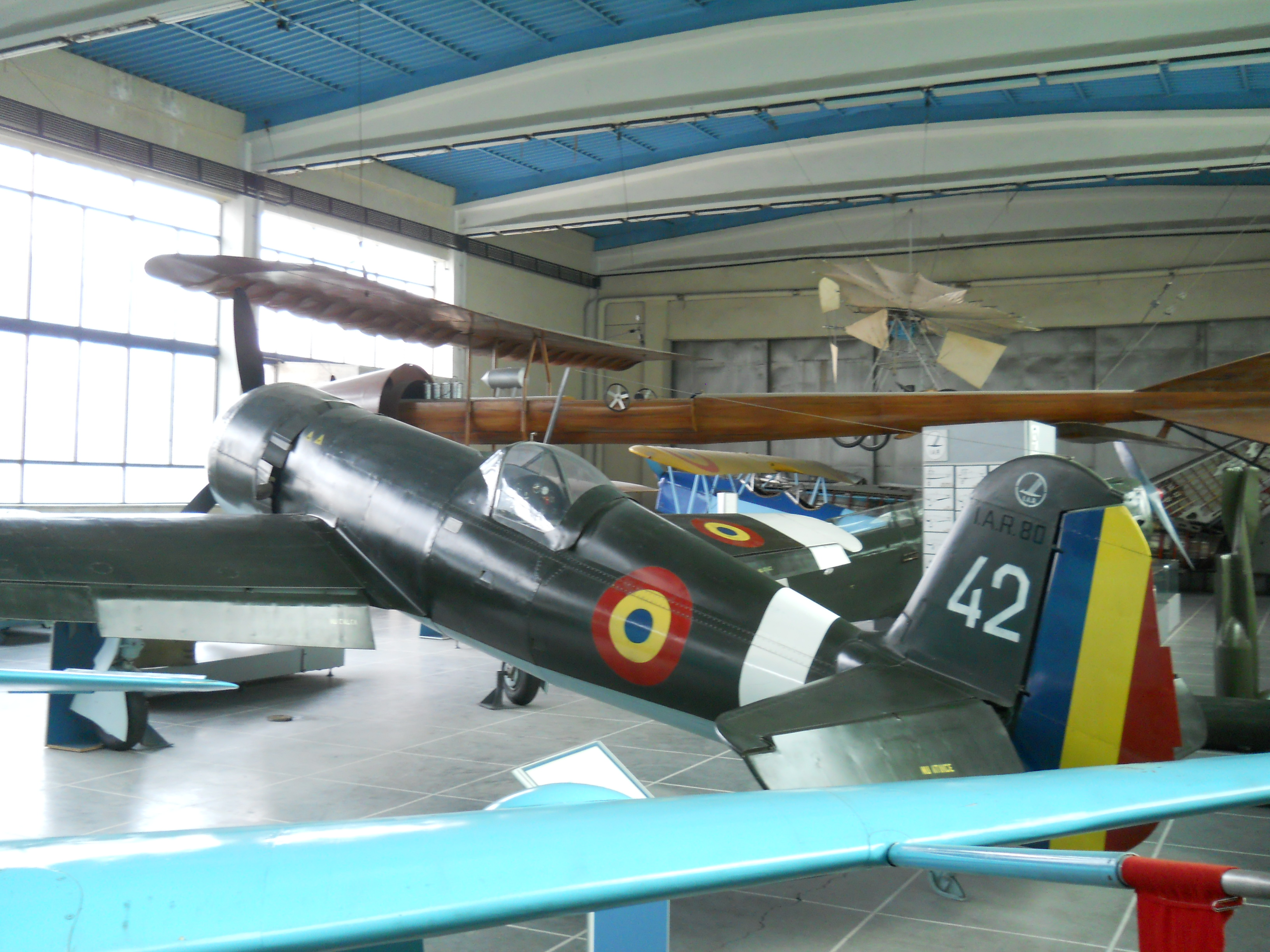
Replika stroje IAR 80

- IAR 80A - druhá verze, první výrobní série 40 letounů (v.č. 051-090) a druhá 25 (v.č. 106-130) nesly 6 kulometů Browning FN ráže 7,92 mm, třetí 20 strojů (v.č. 131-150) a čtvrtá 5 (v.č. 176-180) dostalo náhradou za dva kulomety ráže 7,92 mm dva FN ráže 13,2 mm a byly vybaveny modernější radiostanicí.
- IAR 80B – první série dvaceti letounů (v.č. 181-200) měla zesílené pancéřování kabiny a palivových nádrží se čtyřmi kulomety ráže 7,92 mm a s dvěma kulomety ráže 13,2 mm. Druhá série s produkcí jedenácti IAR 80B (v.č. 201-211) obdržela namísto dvou podkřídelních pumových závěsníků závěsy pro dvě přídavné palivové nádrže po 100 l benzínu.
- IAR 81 - byla varianta zařazená do výroby na podzim 1941. Byl zesílen drak, zvětšeno rozpětí křídel a letoun nesl výklopnou vidlici pod trupem vynášející pumu při střemhlavém bombardování mimo okruh vrtule. První série v počtu 25 kusů nesla výrobní čísla 091-105, druhá v počtu 25 kusů 151-175 a třetí série s produkcí 10 letounů obdržela výrobní čísla 231-240.
- IAR 81A– stíhací bombardér vyrobený v počtu 29 exemplářů (v.č. 212-230 a v.č. 291-300), měl zvětšenou zásobu střeliva pro velkorážové kulomety na 175 nábojů pro zbraň. Jednou z alternativ byla možnost nést dvě přídavné nádrže a jednu pumu o hmotnosti 225 kg.
- IAR 81B – stíhací bombardér vyzbrojený 2 kanóny Oerlikon FF, nebo domácí Ikaria ráže 20 mm se šedesáti náboji na hlaveň a 4 kulomety ráže 7,92 mm, schopnost nést přídavné nádrže a 225 kg pumu jako typ 81A. Celkem vyrobeno 50 letounů výrobních čísel 241-290
- IAR 80C – stíhací bombardér z roku 1943 v počtu 160 kusů, vyzbrojený dvěma kanóny Mauser MG 151/20 ráže 20 mm a čtyřmi kulomety Browning FN. Instalován byl rovněž nový reflexní zaměřovač Telereflex rumunské výroby. Výrobní čísla 301-461.
- IAR 80DC - dvoumístný pokračovací cvičný letoun vyrobený v roce 1950 přestavbou vyřazovaných IAR 80/81 od bojových útvarů. Pilotní žák seděl v uzavřené kabině, instruktor před ním v kabině otevřené, opatřené větrným štítkem. K výcviku byl používán do roku 1952.

## Bojové použití
Nasazení těchto letounů bylo dosti pestré. Rumuni po boku Německa nejprve bojovali od roku 1941 na východní frontě proti SSSR, kde byly stroje nasazeny na Ukrajině zejména v Záporoží. Po těžkých ztrátách v zimě 1941 u Oděsy a pod tlakem ústupových bojů pak byli nuceni bránit svoje území, hlavně důležitá ropná pole v Ploješti proti americkým těžkým bombardérům. 1. srpna 1943 tato ropná pole během operace Tidal Wave napadlo 177 Consolidated B-24 Liberator od 15. letecké armády USAAF, přičemž na konto IAR 80/81 připadlo 10 z 54 sestřelů amerických bombardérů při ztrátě dvou strojů. V době vstupu Rudé armády na rumunské území v srpnu 1944 došlo ke změně stran, a tak letouny IAR 80/81 dokončily své vcelku úspěšné bojové nasazení na území Moravy a Slovenska v bojí proti svým bývalým spojencům - Německu a Maďarsku.

## Uživatelé
- Rumunské království
  - Rumunské královské letectvo
- Rumunsko
  - Rumunské letectvo

## Specifikace (IAR 81C)

Třípohledový nákres IAR 80

Údaje dle

### Technické údaje
- Osádka: 1
- Délka: 8,97 m
- Rozpětí: 11,00 m
- Výška: 3,52 m
- Nosná plocha: 16,50 m²
- Hmotnost prázdného letounu: 2 200 kg
- Vzletová hmotnost: 2 900 kg
- Pohonná jednotka: 1 × čtrnáctiválcový dvouhvězdicový motor IAR K14-1000A s mechanickým kompresorem
- Výkon pohonné jednotky: 1 025 shp (764,34 kW)

### Výkony
- Maximální rychlost: 500 km/h (ve výši 4 500 m)
- Dostup: 10 000 m
- Dolet: 1 030 km (s přídavnými nádržemi)
- Stoupavost: výstup do 5 000 m za 6,5 minuty
- Délka vzletu: 350 m
- Délka přistání: 750 m

### Výzbroj
- 2 × 7,92mm kulomet Browning FN
- 2 × 20mm kanón MG 151
- 2 × 50kg puma[p 1]